# فتوى ماردين

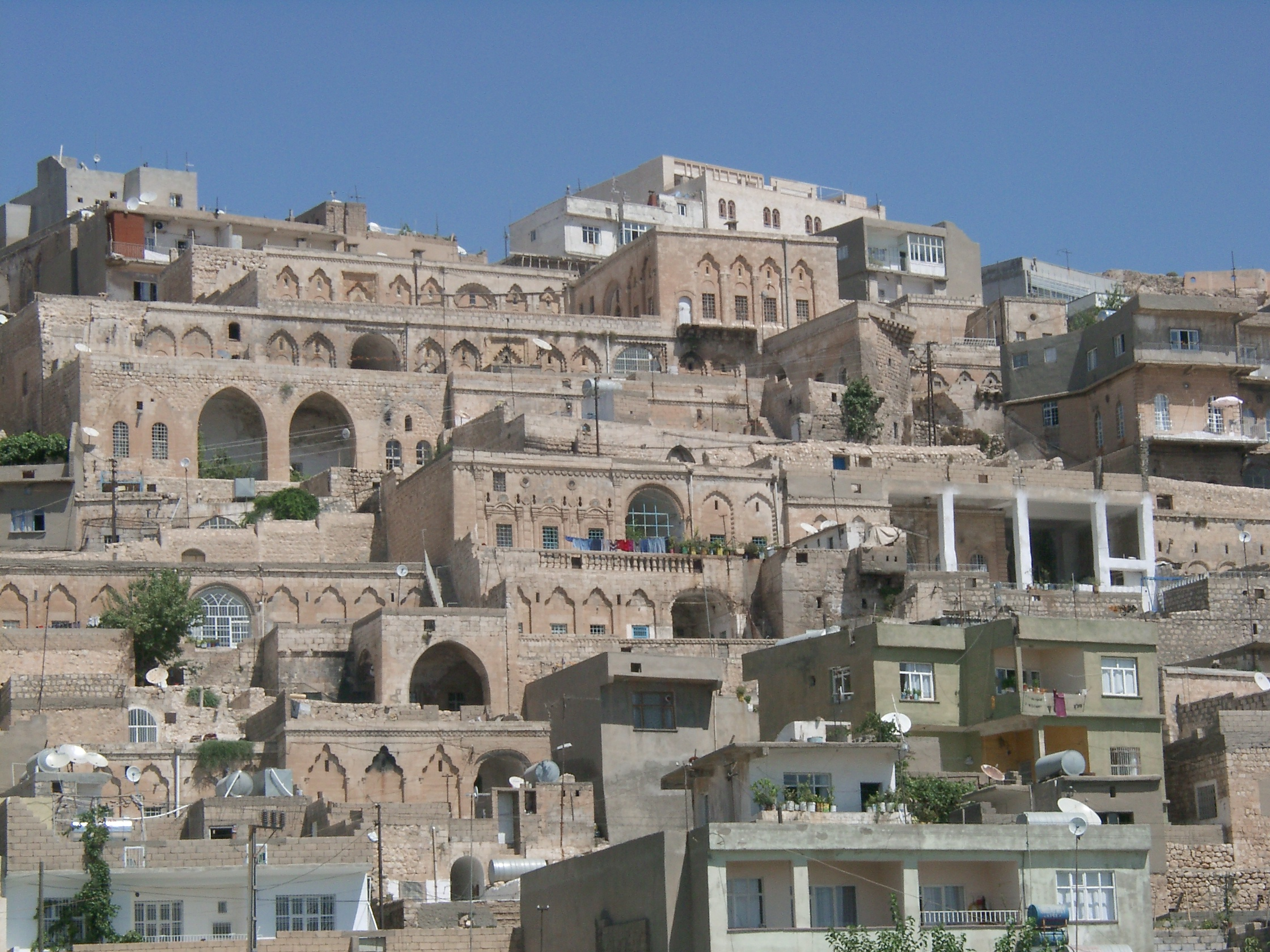
صورة لبلدة ماردين التي احتلها التتار في القرن السابع الهجري.

فتوى ماردين هي فتوى لشيخ الإسلام ابن تيمية، تُنسب إلى بلدة ماردين، الواقعة تاريخيا في الجزيرة، والواقعة اليوم جنوب تركية.

## خلفية
ولد ابن تيمية سنة 661 هـ / 1263 م وكانت تلك الفترة قد شهدت غزوات عدة من المغول والتتار للأناضول والشام وقد استولى التتار على بلدة حران وهي مسقط رأس ابن تيمية، فخرج هو وأهله من البلدة متجهين صوب دمشق.
كما استولى التتار على بلدة ماردين، وكان أهل ماردين أغلبهم من المسلمين، وكان التتار، بحسب رؤية ابن تيمية، من المعتدين الكفار. فأصبحت ماردين بلدة أغلبها مسلمين ويحكمها غير المسلمين. وكان فقهاء الإسلام يقّسمون البلاد إلى دار إسلام أو دار كفر، وحسب أوضاع ماردين في تلك الفترة، فلم يكن من الواضح في أي صنف هي، فسئُل ابن تيمية عن هذه المسألة.

## نص الفتوى

### تصحيف
وقع اختلاف في نص الفتوى، وخصوصا الجزء الأخير منه حيث قال «ويعامل المسلم فيها بما يستحقه ويقاتل الخارج عن شريعة الإسلام  بما يستحقه» غير أن الصواب هو «ويعامل المسلم فيها بما يستحقه ويعامل الخارج عن شريعة الإسلام بما يستحقه». وقد جاء هذا التصحيح بعد الرجوع إلى المخطوطة في المكتبة الظاهرية بدمشق (رقم 2757، مكتبة الأسد) وهي النسخة الوحيدة الموجودة. كما نقله ابن مفلح تلميذ ابن تيمية على الصواب (ويعامل) في كتابه «الآداب الشرعية والمنح المرعية».
ويبدو أن هذا التصحيف اشتهر بعد ما ظهر في طبعة «الفتاوى» التي أخرجها فرج الله زكي الكردي عام 1327 هـ، ثم تبعه بعد ذلك الشيخ عبد الرحمن القاسم في «مجموع الفتاوى».

## أصداء الفتوى

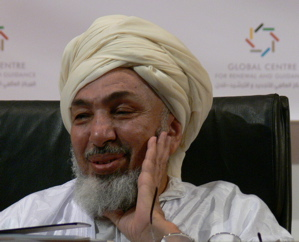
الشيخ بن بيه، رئيس المركز العالمي للتجديد والترشيد التي نظمت أعمال «مؤتمر ماردين».

رغم مروم نحو سبعة قرون على إصدار هذه الفتوى، فإنها ما تزال تشكل نقطة حوار وجدال. قيل أن بعض التنظيمات الجهادية استخدمت الفتوى الماردينية لتبرير عملياتها، من ضمنها اغتيال الرئيس المصري أنور السادات.
وقد عُقد في ربيع الثاني 1431 هـ / آذار 2010 م بماردين، مؤتمر حول الفتوى، شارك فيه علماء وفقهاء من العديد من الدول من بينهم عبد الله بن بيه ومصطفى سيريتش وعبد الوهاب الطريري. وجاء في بيان المؤتمر عدة نقاط منها أن «فتوى شيخ الإسلام ابن تيمية في ماردين لايمكن بحال من الأحوال أن تكون متمسكا ومستندا لتكفير المسلمين والخروج على حكامهم...بل هي فتوى تحرم كل ذلك».
وردا على المؤتمر، صرح آدم غدن الملقب بعزام الأمريكي، بأن المجاهدين «لم يستندوا إلى فتوى واحدة بل إجماعات متعددة بوجوب الجهاد.»